# فهرست پدر یا مادر یک رشته علمی
فهرست پدر یا مادر یک رشته علمی (به انگلیسی: List of people considered father or mother of a scientific field) افرادی را شامل می‌شود که به عنوان پدر یا مادر مؤسس) یک رشته علمی شناخته می‌شوند. عموماً افرادی در نظر گرفته می‌شوند که اولین مشارکت‌های مهم و / یا ترسیم آن زمینه را داشته‌اند. آنها همچنین ممکن است به عنوان به جایپدر یا مادر میدان دیده شوند. بحث در مورد اینکه چه کسی شایسته این عنوان است می‌تواند دائمی باشد.

## علم به عنوان یک کل
| رشته         | شخص/ها در نظر گرفته شده پدر یا مادر       | بنیاد و پایه                                                              |
| ------------ | ----------------------------------------- | ------------------------------------------------------------------------- |
| علم (مدرن)   | گالیله (۱۵۶۴–۱۶۴۲)                        | برای استفاده سیستمی از آزمایش در علم و کمک به روش علمی، فیزیک و نجوم رصدی |
| علم (باستان) | تالس (حدود: ۶۲۴/۶۲۳ – حدود: ۵۴۸/۵۴۵ پ. م) | تلاش برای توضیح پدیده‌های طبیعی بدون توسل به اسطوره‌شناسی                   |

## علوم طبیعی

### زیست‌شناسی
| رشته               | شخص/ها در نظر گرفته شده "پدر" یا "مادر"                                       | بنیاد و پایه |
| ------------------ | ----------------------------------------------------------------------------- | --- |
| باکتری‌شناسی        | رابرت کخ (۱۸۴۳–۱۹۱۰) فردیناند کوهن (۱۸۲۸–۱۸۹۸) لویی پاستور (۱۸۲۲–۱۸۹۵)        | ابتدا توضیحات دقیق و درستی از باکتری ارائه شد. |
| باکتری‌شناسی        | آنتونی فان لیوونهوک (۱۶۳۲–۱۷۲۳)                                               | ابتدا توضیحات دقیق و درستی از باکتری ارائه شد. |
| جغرافیای زیستی     | آلفرد راسل والاس (۱۸۲۳–۱۹۱۳)                                                  | … که اغلب به عنوان پدر جغرافیای زیستی توصیف می‌شود، والاس تأثیر فعالیت‌های انسانی را بر جهان طبیعی نشان می‌دهد.                                                                     |
| زیست‌شناسی          | ارسطو (۳۸۴–۳۲۲ پ. م)                                                          | |
| گیاه‌شناسی          | تئوفراستوس (حدود ۳۷۱ - حدود ۲۸۷ پ. م)                                         | |
| خزه‌شناسی           | یوهان هدویگ (۱۷۳۰–۱۷۹۹)                                                       | |
| خزنده‌شناسی         | آرچی کار (۱۹۰۹–۱۹۸۷)                                                          | |
| بوم‌شناسی           | کارل لینه (۱۷۰۷–۱۷۷۸) ارنست هکل (۱۸۳۴–۱۹۱۹) اوژین وارمینگ (۱۸۴۱–۱۹۲۴)         | لینه شاخه اولیه ای از بوم‌شناسی را تأسیس کرد که آن را "اقتصاد طبیعت" نامید (۱۷۷۲)، هکل اصطلاح اکولوژی را ابداع کرد (۱۸۶۶)، وارمینگ اولین کتاب در مورد بوم‌شناسی گیاهی را نوشت.     |
| مدیریت مدرن واپیتی | اولاوس موری (۱۸۸۹–۱۹۶۳)                                                       | نوعی گوزن (الک) |
| حشره‌شناسی          | یان سوامردام (۱۶۳۷–۱۶۸۰)                                                      | |
| حشره‌شناسی          | خوان کریستین فابریشز (۱۷۴۵–۱۸۰۸)                                              | فابریشز اطلاعات بیش از ۱۰۰۰۰ حشره را توصیف و منتشر کرد و سیستم طبقه‌بندی لینائوس را اصلاح کرد.                                                                                    |
| حشره‌شناسی          | ویلیام کربی (۱۷۵۹–۱۸۵۰)                                                       | |
| رفتارشناسی جانوران | نیکلاس تینبرگن (۱۹۰۷–۱۹۸۸) کارل فون فریش (۱۸۸۶–۱۹۸۲) کنراد لورنتس (۱۹۰۳–۱۹۸۹) | به‌طور کلی رشته مدرن رفتارشناسی جانوران در طول دهه ۱۹۳۰ با کار نیکلاس تینبرگن، کنراد لورنتس و کارل فون فریش، برندگان مشترک جایزه نوبل پزشکی سال ۱۹۷۳ آغاز شده‌است.                 |
| تکامل انتخاب طبیعی | چارلز داروین (۱۸۰۹–۱۸۸۲)                                                      | خاستگاه گونه‌ها (۱۸۵۹) |
| ژنتیک              | گرگور مندل (۱۸۲۲–۱۸۸۴) ویلیام باتسون (۱۸۶۱–۱۹۲۶)                              | برای مطالعه او در مورد وراثت صفات در گیاهان نخود فرنگی که اساس قوانین مندل را تشکیل می‌دهد (منتشر شده ۱۸۶۵–۱۸۶۶). باتسون بخاطر طرفداری از مندلیسم                                 |
| پیری‌شناسی          | ایلیا مچنیکو (۱۸۴۵–۱۹۱۶)                                                      | در سال ۱۹۰۳ اصطلاح پیری‌شناسی را ابداع کرد. اولین کسی بود که با اجرای پژوهش‌های منظمی در مورد اثرات غذاها، مفهوم رژیم غذایی پروبیوتیک را بسط داد که سبب افزایش طول عمر سالم می‌شود. |
| خزنده‌شناسی         | جان ادواردز هالبروک (۱۷۹۶–۱۸۷۱)                                               | ... توسط بسیاری به عنوان پدر خزنده‌شناسی در نظر گرفته شد. |
| آبزی‌شناسی          | پیتر آرتدی (۱۷۰۵–۱۷۳۵)                                                        | بسیار بزرگتر از هر یک از اینها… کسی بود که به انصاف پدر آبزی‌شناسی نامیده شد. |
| ایمنی‌شناسی         | ادوارد جنر (۱۷۴۹–۱۸۲۳)                                                        | پیشگام مفهوم واکسن‌ها از جمله ایجاد واکسن آبله، اولین واکسن جهان (در سال ۱۷۹۶).                                                                                                   |
| دستگاه ایمنی ذاتی  | ایلیا مچنیکو (۱۸۴۵–۱۹۱۶)                                                      | پژوهش در مورد فاگوسیتوز توسط ماکروفاژها و میکروفاژها به عنوان یک مکانیسم حیاتی دفاعی میزبان                                                                                      |
| ایمنی هومورال      | پاول ارلیش (۱۸۵۴–۱۹۱۵)                                                        | نظریه زنجیره جانبی تشکیل آنتی‌بادی و مکانیسم‌های چگونگی خنثی کردن سموم توسط آنتی‌بادی‌ها و القای لیز باکتریایی را با کمک مکمل توصیف کرد.                                             |

## نظریه سیستم‌ها
| رشته                 | شخص/ها در نظر گرفته شده پدر یا مادر      | بنیاد و پایه |
| -------------------- | ---------------------------------------- | --- |
| نظریه آشوب           | آنری پوانکاره مری کارترایت ادوارد لورنتس | کار پوانکاره روی مسئله سه جسم اولین نمونه کشف شده از نظام پویایی آشوب بود. کارترایت اولین تحلیل ریاضی نظام‌های پویایی را با نظریه آشوب انجام داد. لورنتس نماد جاذب عجیب را معرفی کرد. |
| سایبرنتیک            | نوربرت وینر                              | کتاب سایبرنتیک: یا کنترل و ارتباطات در حیوان و ماشین، ۱۹۴۸ |
| برنامه‌نویسی پویا     | ریچارد بلمن                              | |
| منطق فازی            | لطفی علی‌عسکرزاده                         | |
| نظریه اطلاعات        | کلود شانون                               | مقاله: یک ریاضی نظریه ارتباطات (۱۹۴۸) |
| کنترل بهینه          | آرتور ای، برایسون                        | کتاب: کنترل بهینه کاربردی |
| کنترل مقاوم          | جورج زامز                                | قضیه بهره کوچک و کنترل بی‌نهایت H. |
| نظریه پایداری        | الکساندر لیاپانوف                        | کارکرد لیاپانوف |
| پویایی‌شناسی سامانه‌ها | جی رایت فارستر                           | کتاب: پویایی صنعتی (۱۹۶۱) |

## علوم اجتماعی
| رشته              | شخص/ها در نظر گرفته شده پدر یا مادر                                               | بنیاد و پایه |
| ----------------- | --------------------------------------------------------------------------------- | --- |
| انسان‌شناسی        | هرودوت ابوریحان بیرونی                                                            | |
| کتاب‌سنجی          | پل اوتله                                                                          | کاربرد عبارت کتاب‌شناسی اولین بار توسط او در سال ۱۹۳۴ |
| جمعیت‌شناسی        | ابن خلدون                                                                         | مقدمه (۱۳۷۷) |
| مصرشناسی          | پدر آتاناسیوس کیرشه ژان فرانسوا شامپولیون                                         | ابتدا برای شناسایی اهمیت آوایی هیروگلیف و قبطی را به عنوان اثری از مصر اولیه، قبل از کشف سنگ روزتا نشان داد. ترجمه قطعاتی از سنگ روزتا.                                                        |
| تاریخ‌نگاری        | توسیدید                                                                           | توسیدید توسط کسانی که ادعاهای او را مبنی بر بکارگیری استانداردهای سختگیرانه بی‌طرفی و گردآوری شواهد و تحلیل علت و معلول بدون اشاره به مداخله خداوندگاران می‌پذیرند، پدر تاریخ علمی لقب گرفته‌است. |
| تاریخ             | هرودوت                                                                            | که اصطلاح تاریخ را نیز ابداع کرد. |
| هندشناسی          | ابوریحان بیرونی                                                                   | تحقیق ماللهند یا ایندیکا را نوشت. |
| حقوق بین‌المللی    | آلبریکو جنتیلی فرانسیسکو دو ویتوریا هوگو گروتیوس                                  | کمک‌های مؤثر به نظریه حقوق بین‌الملل، جنگ و حقوق بشر |
| زبان‌شناسی (اولیه) | پانینی                                                                            | اولین دستور زبان تشریحی (سنسکریت) را نوشت. |
| زبان‌شناسی (مدرن)  | فردیناند دو سوسور نوام چامسکی                                                     | |
| علوم سیاسی        | ارسطو نیکولو ماکیاولی توماس هابز                                                  | ارسطو را بیشتر بخاطر کتابش سیاست پدر علم سیاست می‌نامند. ماکیاولی را "پدر مدرن علوم سیاسی" می‌دانند. هابز را پدر مدرن فلسفه سیاسی بخاطر فرضیه‌اش از وضعیت طبیعی در لویاتان می‌دانند.               |
| جامعه‌شناسی        | ابن خلدون آدام فرگوسن اگوست کنت (که این اصطلاح را هم ابداع کرد) مارکیز دو کندورسه | اولین کتاب جامعه‌شناسی را با نام «مقدمه» نوشت. «پدر جامعه‌شناسی مدرن» روش علمی را وارد جامعه‌شناسی کرد.                                                                                           |

### اقتصاد
| رشته                | افراد در نظر گرفته شده "پدر" یا "مادر"                                             | بنیاد و پایه |
| ------------------- | ---------------------------------------------------------------------------------- | --- |
| حسابداری و دفترداری | لوکا پاچیولی (حدود ۱۴۴۷–۱۵۱۷)                                                      | مؤسس حسابداری و اولین فردی که اثری در زمینه حسابداری منتشر کرد.                                                       |
| اقتصاد (اولیه)      | ابن خلدون (۱۳۳۲–۱۴۰۶) چاناکیا / کاوتیلیا (۳۷۵ پ.م – ۲۸۳ ق.م)                       | انتشار: مقدمه (۱۳۷۰) انتشار: آرتاشاسترا (۴۰۰ پ.م -۲۰۰ .م)                                                             |
| اقتصاد (مدرن)       | ریچارد کانتیلون (۱۶۸۰-۱۷۳۴) آندرس کیودنیوس (۱۷۲۹–۱۸۰۳) آدام اسمیت (حدود ۱۷۲۳–۱۷۹۰) | اولین رساله اختصاصی در اقتصاد. سود مالی (۱۷۶۵)، جزوه ای که شامل ایده های کلیدی درباره تجارت آزاد بود. ثروت ملل (۱۷۷۶) |

#### مکاتب فکری
| رشته           | شخص/ها در نظر گرفته شده پدر یا مادر    | بنیاد و پایه                               |
| -------------- | -------------------------------------- | ------------------------------------------ |
| مکتب اتریش     | کارل منگر (۱۸۴۰–۱۹۲۱)                  |                                            |
| مکتب سالامانکا | فرانسیسکو دو ویتوریا (حدود: ۱۴۸۳–۱۵۴۶) | معلم و مدرس بسیار تأثیرگذار در اخلاق تجارت |

#### نظریه‌ها
| رشته                 | شخص/ها در نظر گرفته شده "پدر" یا "مادر"                                                      | بنیاد و پایه |
| -------------------- | -------------------------------------------------------------------------------------------- | --- |
| نظریه انتظارات       | توماس کاردینال کاجتان (۱۴۶۹–۱۵۳۴)                                                            | تأثیر بازار انتظارها را بر ارزش پول تشخیص داد.                                                                               |
| نظریه سبد سهام مدرن  | هری مارکوویتز (زاده ۱۹۲۷)                                                                    | |
| نظریه انتخاب اجتماعی | کنت ارو (۱۹۲۱–۲۰۱۷)                                                                          | این زمینه را با کتاب خود در سال ۱۹۵۱ انتخاب اجتماعی و ارزش‌های فردی ایجاد کرد.                                                |
| نظریه بازی           | - جان فون نویمان (۱۹۰۳–۱۹۵۷) - اسکار مورگنشترن (۱۹۰۲–۱۹۷۷) - جان فوربز نش جونیور (۱۹۲۸–۲۰۱۵) | - فون نیومن و مورگنشترن با کتاب سال ۱۹۴۴ خود نظریه بازی‌ها و رفتار اقتصادی این حوزه را ایجاد کردند. نش تعادل نش را ایجاد کرد. |

## همچنین ببینید
✓فهرست افراد دارای لقب پدر یا مادر در یک زمینه
✓بنیانگذاران آمار

## توجه
1. ↑  نامی که در سال ۱۸۰۲ توسط طبیعت‌شناس آلمانی گوتفرید راینهولد ترویرانوس پیشنهاد شد و در اواخر همان سال توسط ژان باتیست لامارک به عنوان یک اصطلاح علمی معرفی شد.